# Eupithecia mendosaria
Eupithecia mendosaria là một loài bướm đêm trong họ Geometridae.